# Équipe de Curaçao de baseball
 (mars 2023).
Si vous disposez d'ouvrages ou d'articles de référence ou si vous connaissez des sites web de qualité traitant du thème abordé ici, merci de compléter l'article en donnant les références utiles à sa vérifiabilité et en les liant à la section « Notes et références ».
L'Équipe de Curaçao de baseball existe depuis octobre 2010 et la dissolution des Antilles néerlandaises. Auparavant, les joueurs originaires de cette île jouaient sous le maillot de l'équipe des Antilles néerlandaises. 
Le premier rendez-vous international de la sélection a été le Tournoi World Port 2011 disputé à Rotterdam aux Pays-Bas du 23 juin au 3 juillet.

## Palmarès
- Tournoi World Port
  - 2011: